# Ласа, Микель
Микель Ласа Гойкоэчеа (исп. Mikel Lasa Goikoetxea; 9 сентября 1971, Гипускоа, Испания) — испанский футболист, защитник, завершивший профессиональную карьеру.

## Клубная карьера
Свою футбольную карьеру начал в клубе «Реал Сосьедад», где под руководством Джона Тошака он сделал свой дебют в Испанской Примере.
В сезоне 1991/92 подписал контракт с мадридским «Реалом», где стал игроком основного состава. В финале Кубка Испании сезона 1992/93 Ласа забил гол в ворота «Сарагосы», тем самым позволив «Реалу» выиграть кубок.
Однако после прихода в Реал Роберто Карлоса он стал терять своё место в стартовом составе клуба.
В сезоне 1997/98 Ласа перешёл в «Атлетик Бильбао», где играл до 2001 года.
Свою профессиональную карьеру завершил в 2004 году в клубе испанской Сегунды Сьюдад де Мурсия.

## Карьера в сборной
В 1993 году Ласа сыграл два матча за сборную Испании в рамках Отборочного тура чемпионата мира 1994 года. Интересно, что оба эти матча были против сборной Литвы.
Также Ласа был игроком сборной Испании на Олимпиаде-1992 в Барселоне, где завоевали золотые медали.